# Палаццо Фарнезе
О других имениях рода Фарнезе см. вилла Фарнезе и вилла Фарнезина.
Палаццо Фарнезе (итал. Palazzo Farnese) — историческое здание в Риме. Расположено в центральной части города, в районе Регола, на одноимённой площади, южнее Площади Навона и Палаццо Канчеллерия, близ берега Тибра. Дворец (палаццо), считается одним из лучших образцов архитектуры позднего итальянского Возрождения в столице Италии. Дворец знаменит росписями, осуществлёнными болонским живописцем Аннибале Карраччи с братом Агостино и учениками в 1595—1603 годах. Палаццо Фарнезе, принадлежавший итальянскому государству, в 1936 году был передан французскому правительству сроком на 99 лет. Здесь размещаются посольство Франции в Италии и Французская археологическая школа в Риме, библиотека которой находится на втором и третьем этажах.

## История

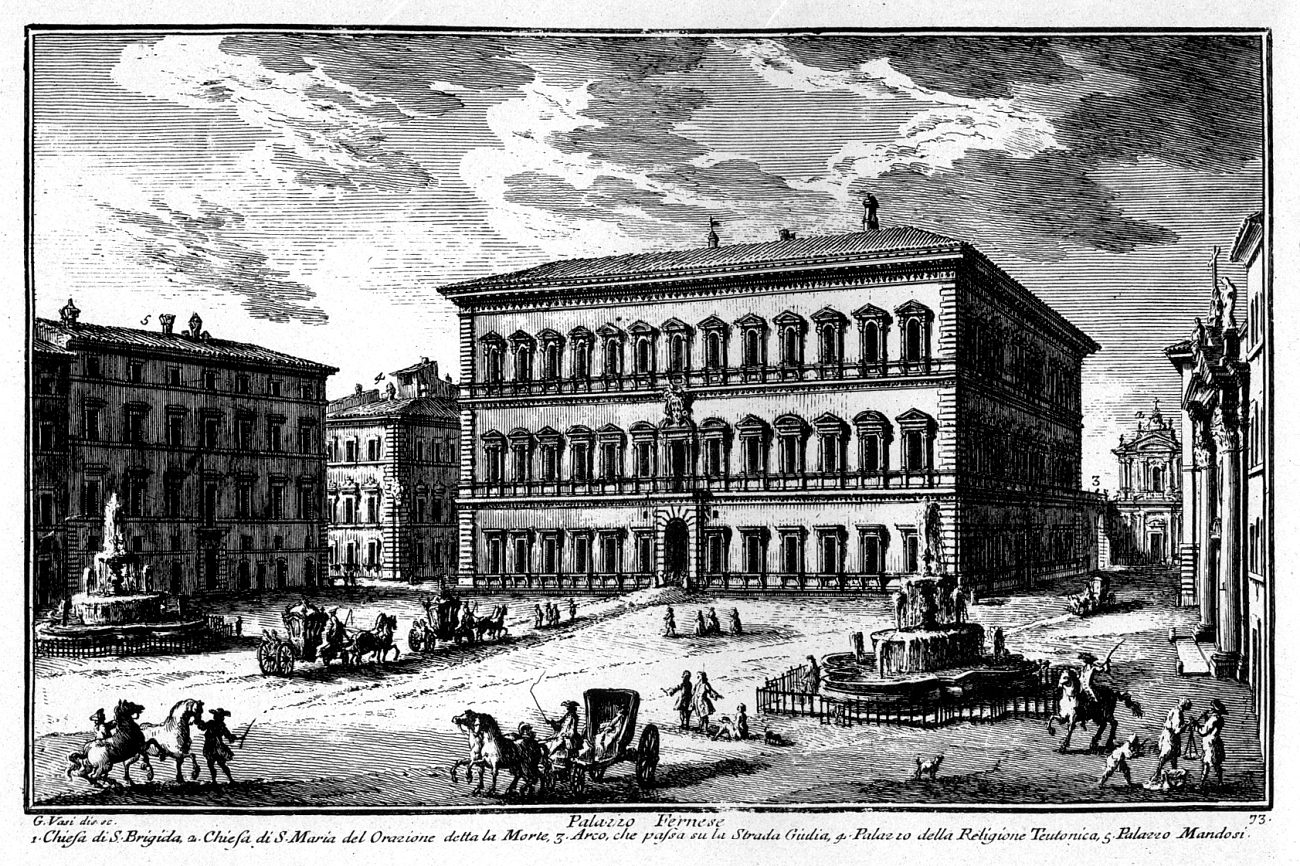
Палаццо Фарнезе в Риме. Офорт Джузеппе Вази. 1750

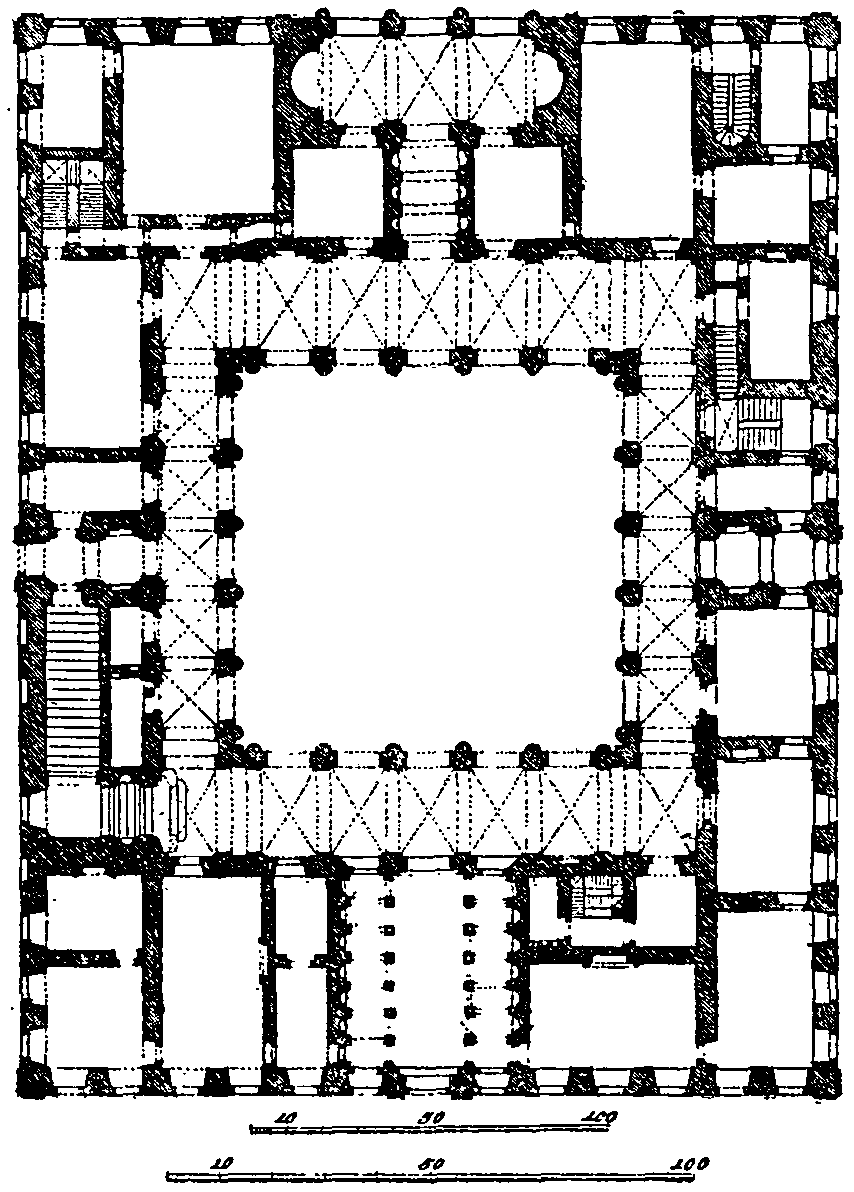
План первого этажа дворца

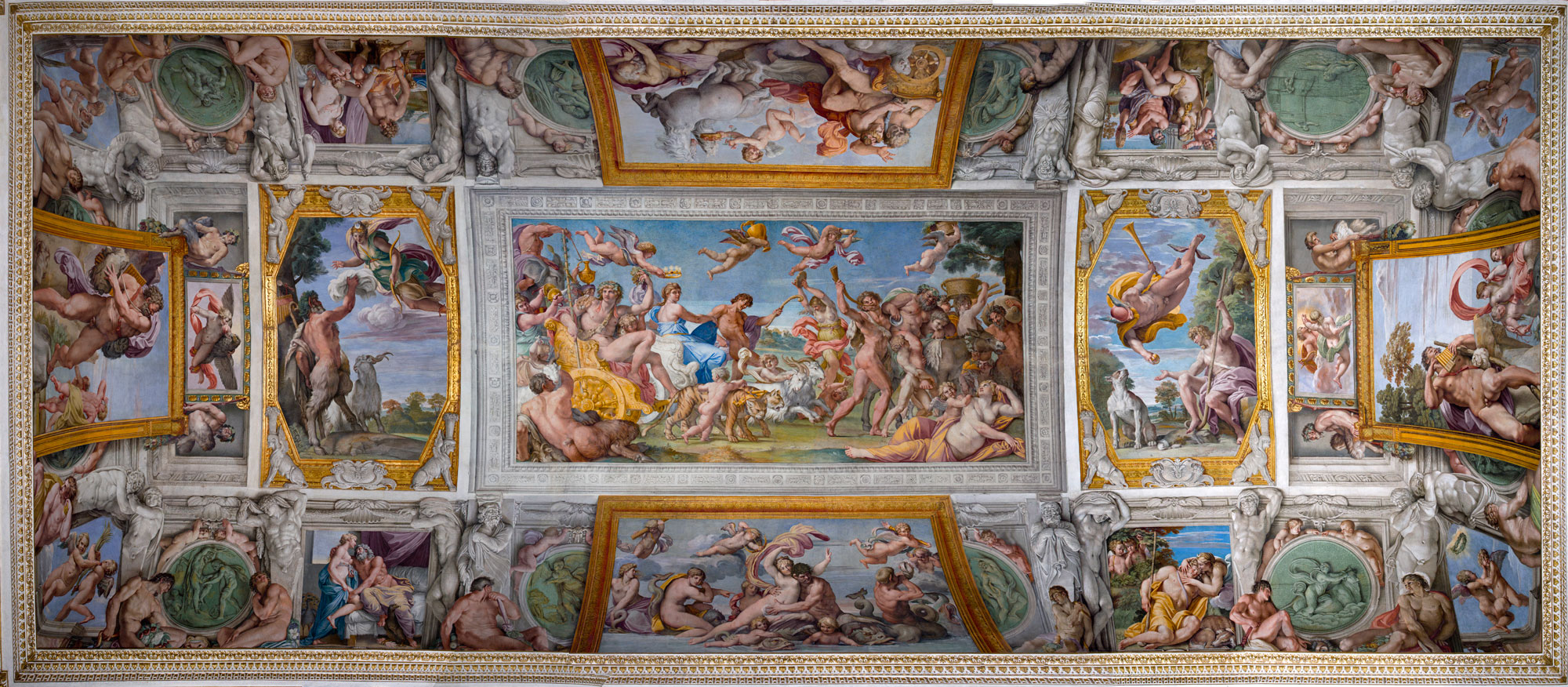
Композиция росписи плафона Галереи Фарнезе

В 1495 году кардинал Алессандро Фарнезе приобрёл в центре Рима дворец П. Ферриза. В 1534 году А. Фарнезе стал папой римским под именем Павла III и переселился в Ватикан. С 1514 года дворец перестраивали и расширяли по проекту архитектора Антонио да Сангалло Младшего.
Работы, начатые в 1514 году, были прерваны разграблением Рима в 1527 году (итал. Sacco di Roma) и возобновлены в 1541 году, после восшествия на папский престол кардинала Фарнезе, с изменениями в первоначальном проекте, внесёнными самим Сангалло. В частности, была создана площадь перед зданием. После смерти Сангалло в 1546 году строительство продолжал Микеланджело. Смерть папы в 1549 году вновь прервала работы.
Джакомо делла Порта, призванный вторым кардиналом Алессандро Фарнезе, ещё одним племянником папы, отвечал за заднюю часть дворца с фасадом, обращённым к Тибру, которая была завершена в 1589 году и которая должна была быть соединена мостом, так и не построенным, с виллой Киджи, или «Фарнезина», купленной в 1580 году на противоположном берегу реки.
Из-за размеров и конфигурации плана дворец прозвали «игральными костями Фарнезе» (il dado dei Farnese) и считали одним из «Четырёх чудес Рима», наряду с Палаццо Боргезе (il cembalo Borghese), лестницей Палаццо Русполи и порталом Паллаццо Шьярра Колонна ди Карбоньяно.
Многие представители рода Фарнезе были меценатами и коллекционерами произведений искусства. Алессандро Фарнезе был поклонником античности, знатоком латинской литературы, членом римской Академии. Он собрал превосходную коллекцию античной скульптуры. У кардинала было четверо детей, один из его внуков, Рануччьо Фарнезе (1530—1565), герцог Пармский, пригласил живописца Франческо Сальвиати для росписей интерьеров палаццо на тему апофеоза семьи Фарнезе. Другой внук, Одоардо Фарнезе (1573—1626), заказал болонскому академисту Аннибале Карраччи росписи первого этажа, так называемой «Галереи Фарнезе». Росписи на мифологические сюжеты осуществлены в 1595—1603 годах А. Карраччи в сотрудничестве с братом Агостино и учениками Джованни Ланфранко и Доменикино. Последняя представительница семьи Фарнезе — Елизавета (1692—1766) вышла замуж за короля Филиппа V Испанского. Их сын дон Карлос Бурбонский в 1734 году стал королем Неаполитанским под именем Карла III, и часть коллекции античной скульптуры из Палаццо Фарнезе в Риме перевезли в Неаполь, где она позднее составила основу Неаполитанского национального археологического музея.
В XVIII веке художник Джузеппе Вази назвал дворец в своей гравюре как «Палаццо Реджо Фарнезе» (Palazzo Regio Farnese), поскольку в то время он принадлежал королю Неаполя Карлу VII из рода Бурбонов, сыну последнего потомка семьи, Элизабетты. Позднее здесь разместилось посольство Обеих Сицилий при Святом Престоле.
С 1860 по 1863 год во дворце проживал король Обеих Сицилий Франциск II, после потери своего королевства, и по этому случаю работы проводились архитектором Антонио Чиполлой, и было создано несколько фресок. В 1874 году Франциск II сдал часть здания в аренду французскому правительству, которое перенесло туда свое посольство, а затем выкупило его в 1911 году. Впоследствии, в 1936 году, оно было выкуплено итальянским государством и одновременно сдано в аренду Франции на 99 лет за символическую сумму в рамках соглашения, которое включало уступку итальянскому государству на тех же условиях отеля Hôtel de La Rochefoucauld-Doudeauville (или отеля Boisgelin), где в настоящее время располагается итальянское посольство в Париже.

## Архитектура
Архитектурная композиция дворца в общих чертах повторяет классические флорентийские палаццо, однако римский дворец Фарнезе построен не из камня, а из кирпича и оштукатурен. До 1546 года строительство вёл Антонио да Сангалло. Он построил трёхэтажное здание. Вход внутрь осуществляется через вестибюль с тремя нефами, перекрытыми цилиндрическим сводом и разделенными дорическими колоннами из красного гранита. Через вход открывается вид на внутренний дворик, а оттуда — через аркаду лоджии — на Тибр. Была даже идея построить мост, который связал бы палаццо Фарнезе с находящейся на противоположном берегу реки виллой Фарнезина, принадлежавшей той же семье. С 1547 года в создании дворца участвовал Джакомо Бароцио да Виньола (в 1564—1573 годах он был руководителем строительства). Завершал работы Джакомо делла Порта.
Микеланджело усилил в фасаде скульптурность: добавил мощный портал с рустом, балкон, сильно выступающий карниз, фриз, картуш, украшенный рельефными лилиями — эмблемой семьи Фарнезе. Наличники окон с колонками и чередующимися лучковыми и треугольными фронтонами повторяют аналогичные элементы интерьера древнеримского Пантеона. Внутренний двор Микеланджело надстроил третьим ярусом, усилив его фасады раскрепованными пилястрами, что придало архитектуре качества forzato (напряжения), свойства барочности. Предвестником этого стиля в архитектуре и скульптуре был Микеланджело.
На площади перед Палаццо Фарнезе установлены два фонтана. Их создал архитектор Дж. Райнальди в 1626 году, использовав для этой цели огромные гранитные ванны, найденные в термах Каракаллы.

## Интерьеры
Внутренняя отделка палаццо особенно изысканна. «Комната кардинала» была расписана фресками уже в 1547 году Даниэле да Вольтерра (верхний фриз), а «Зал фастов Фарнезиани» (sala dei Fasti Farnesiani, или «Зал календаря Фарнезе», был расписан Франческо Сальвиати между 1552 и 1556 годами и завершён Таддео Цуккаро, начиная с 1563 года.
Аннибале Карраччи является автором фресок в личном кабинете, известном как Камерино Фарнезе (Camerino Farnese), начатых в 1595 году, и в знаменитой Галерее Фарнезе (Galleria Farnese), украшенной росписями на мифологические сюжеты, созданными совместно с братом Агостино в период с 1597 по 1607 год.
В Зале Геркулеса находилась статуя Геркулеса Фарнезского, которая в настоящее время хранится в Национальном археологическом музее Неаполя вместе с многими другими скульптурами из коллекции семьи Фарнезе. Там же хранились статуи «Пьета» и «Аббонданца» работы Джакомо делла Порта, изначально предназначавшиеся для гробницы папы Павла III.

## Галерея

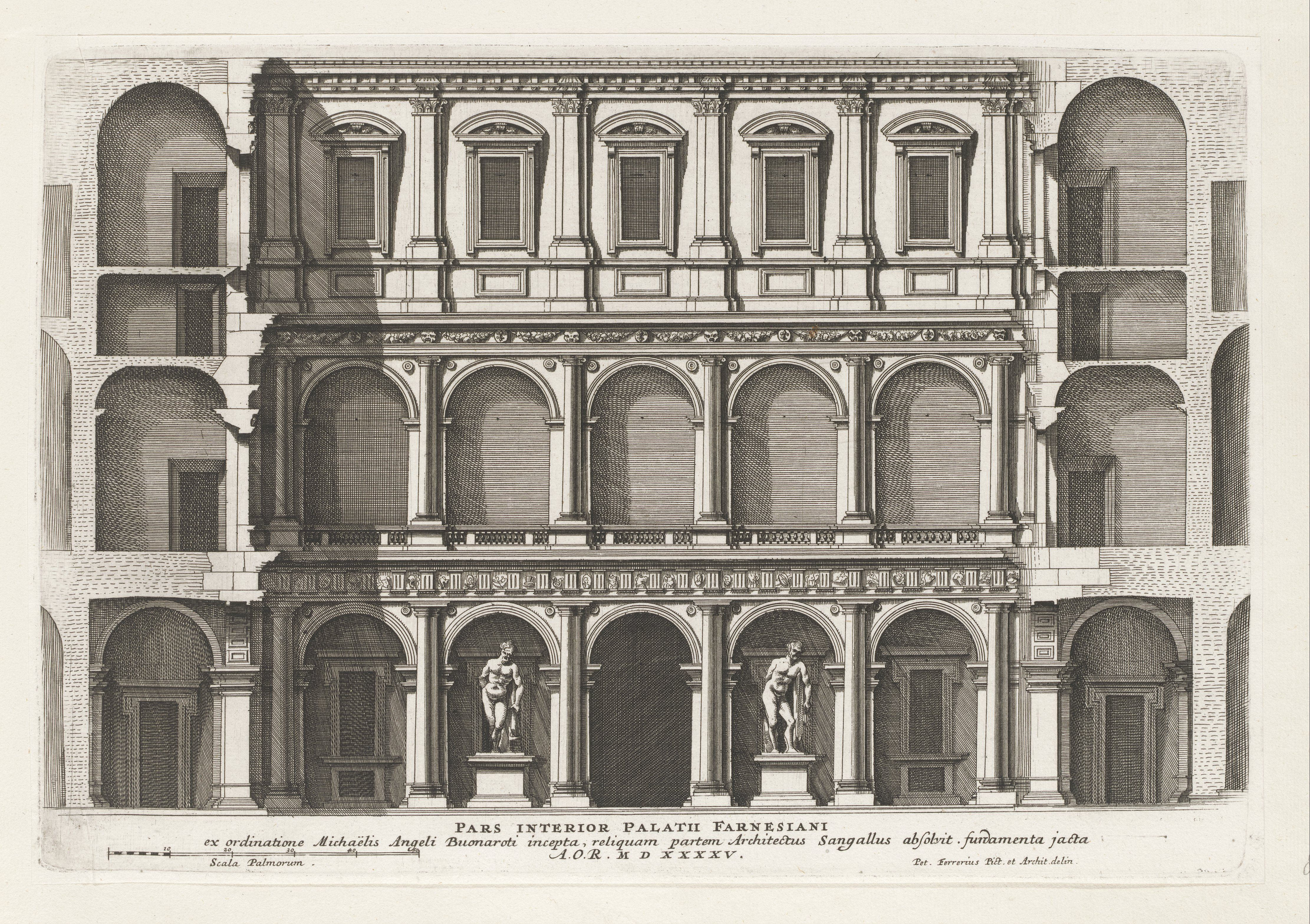
Двор (кортиле) Палаццо Фарнезе. Чертёж по состоянию на 1655 г. Офорт
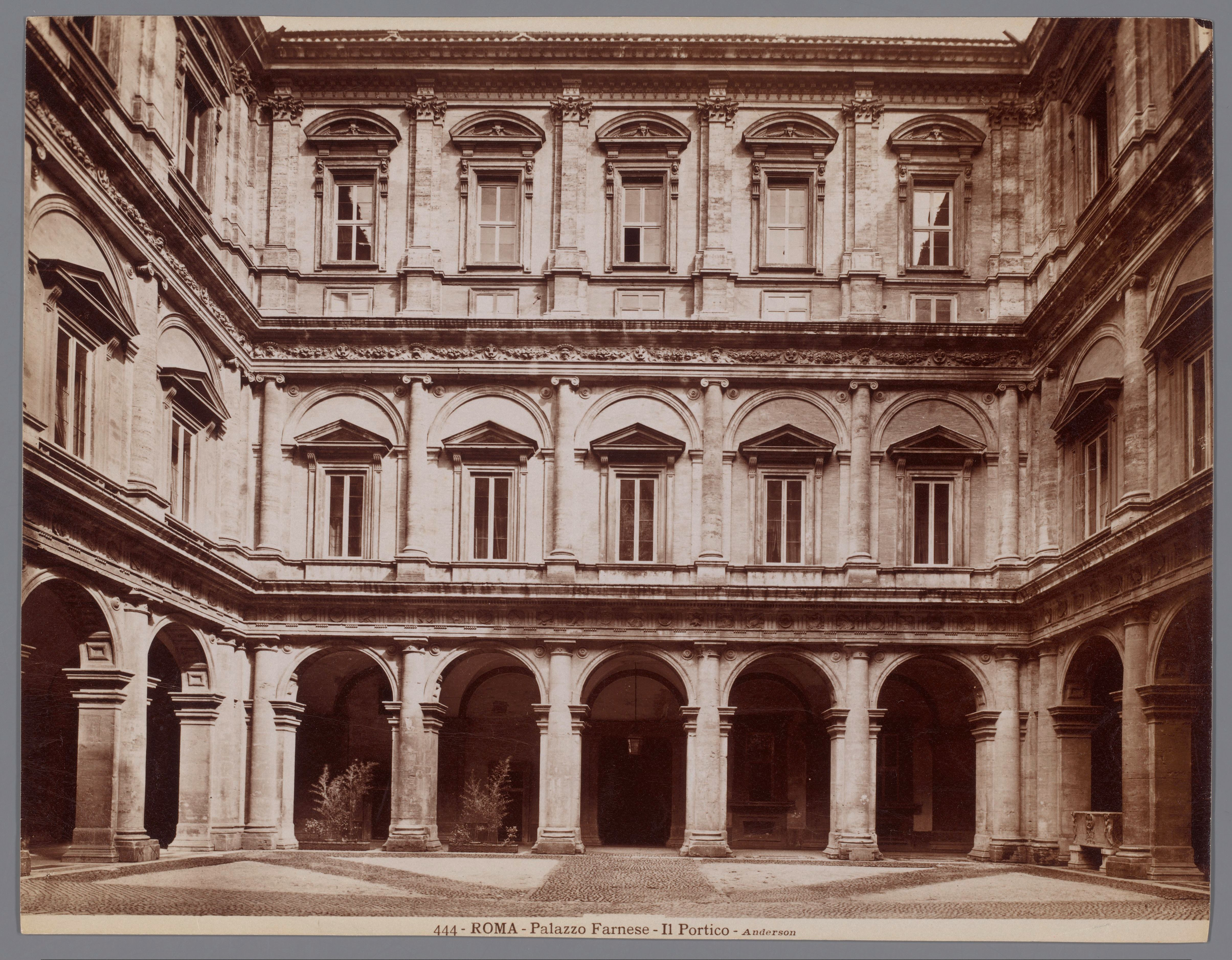
Двор палаццо. Фотография между 1870 и 1880 г.
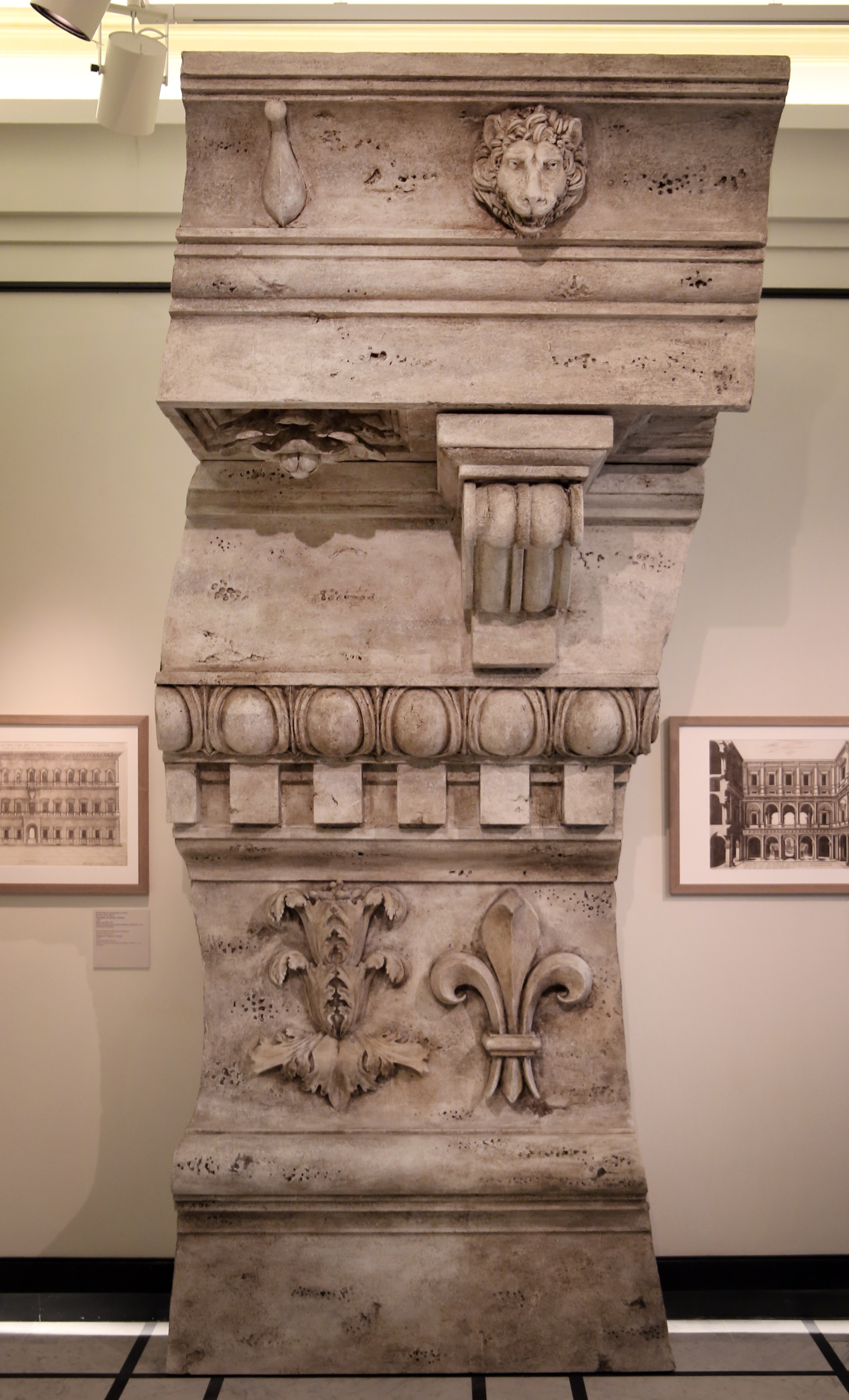
Макет Антаблемента по проекту Микеланджело. Музей Микеланджело, Каррара
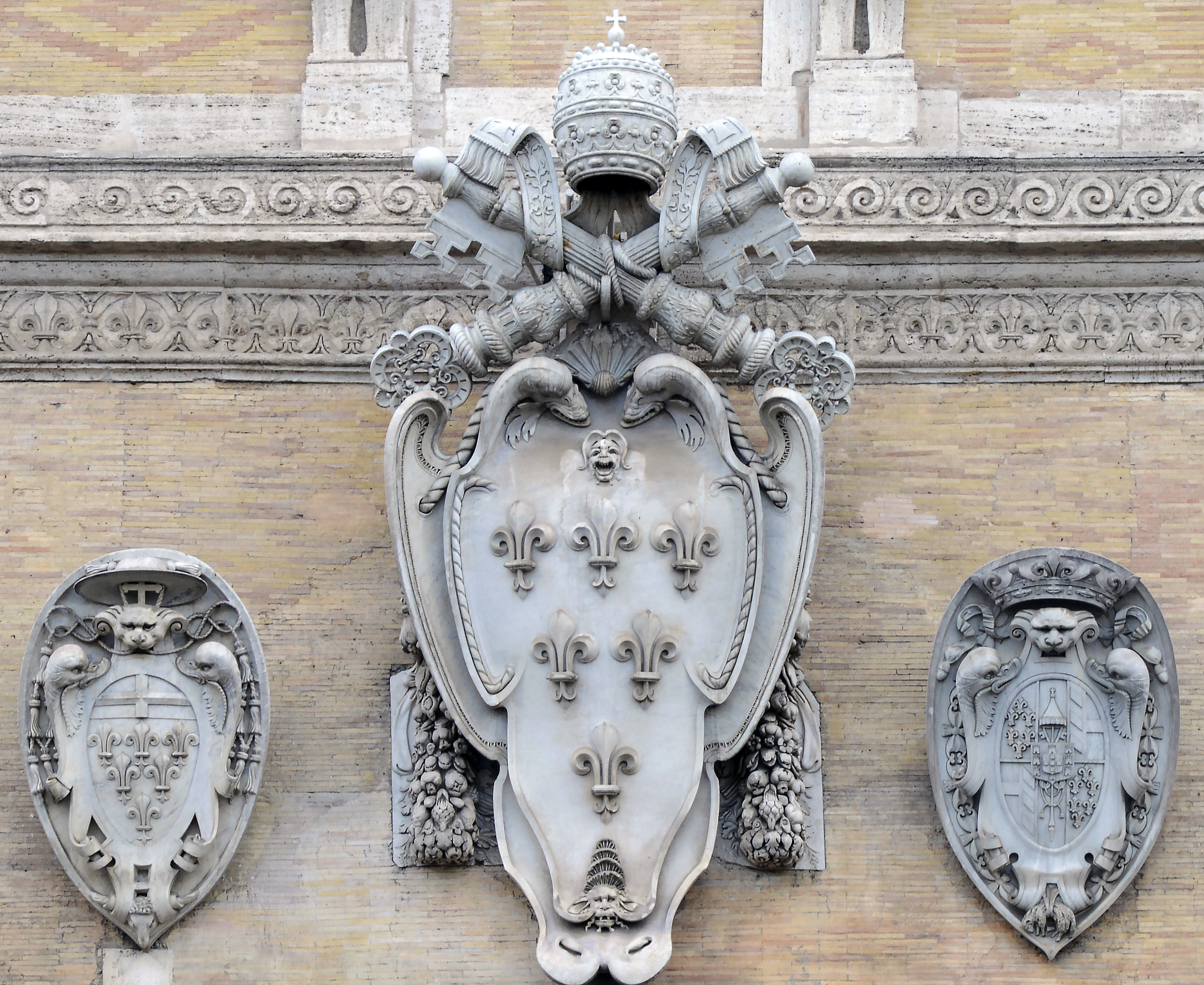
Герб папы Павла III (Алессандро Фарнезе). Скульптор Микеланджело. Позднее добавлены гербы одного из его внуков: кардинала Рануччо Фарнезе (слева) и правнуков: Алессандро Фарнезе (справа)
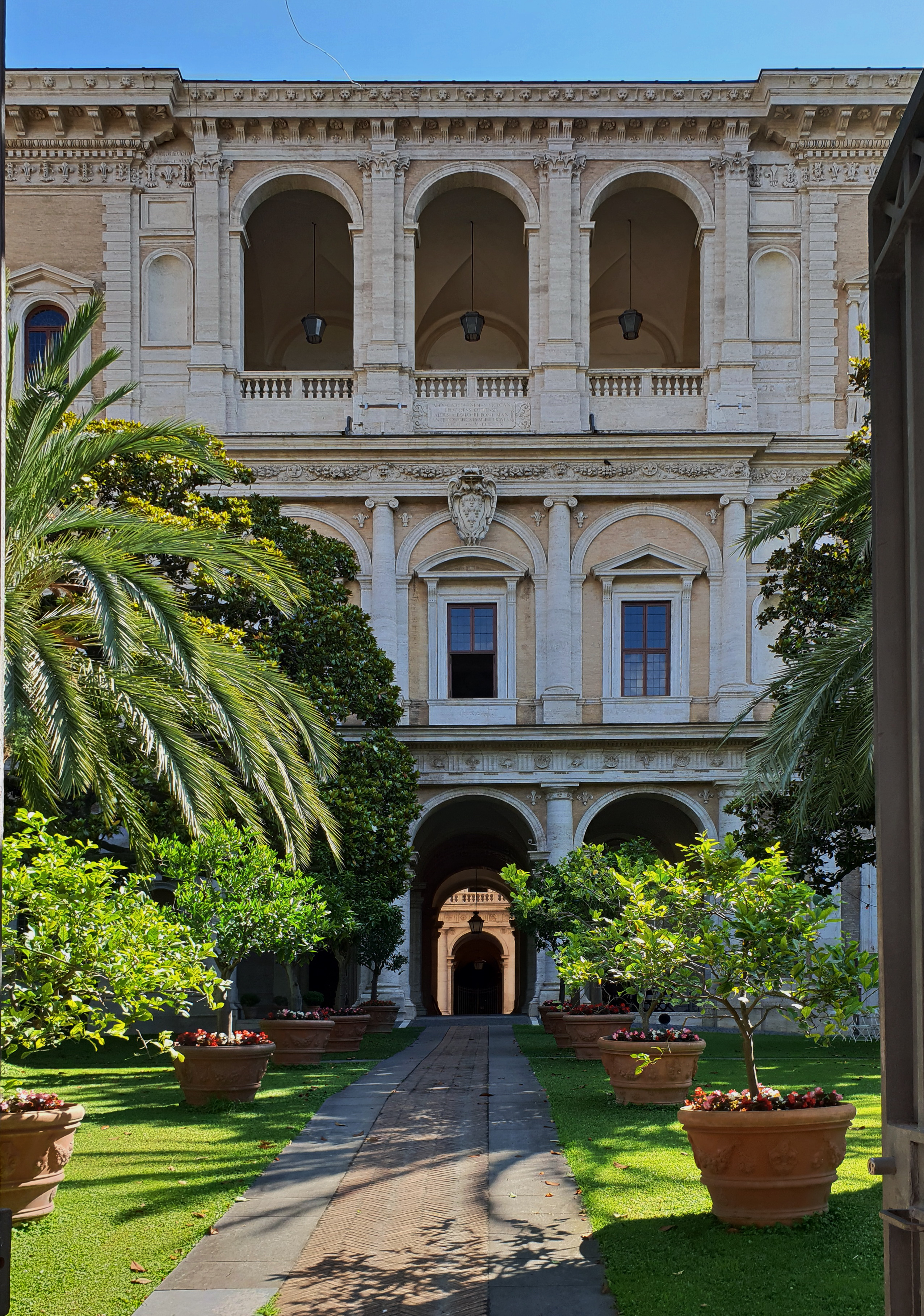
Садовый фасад
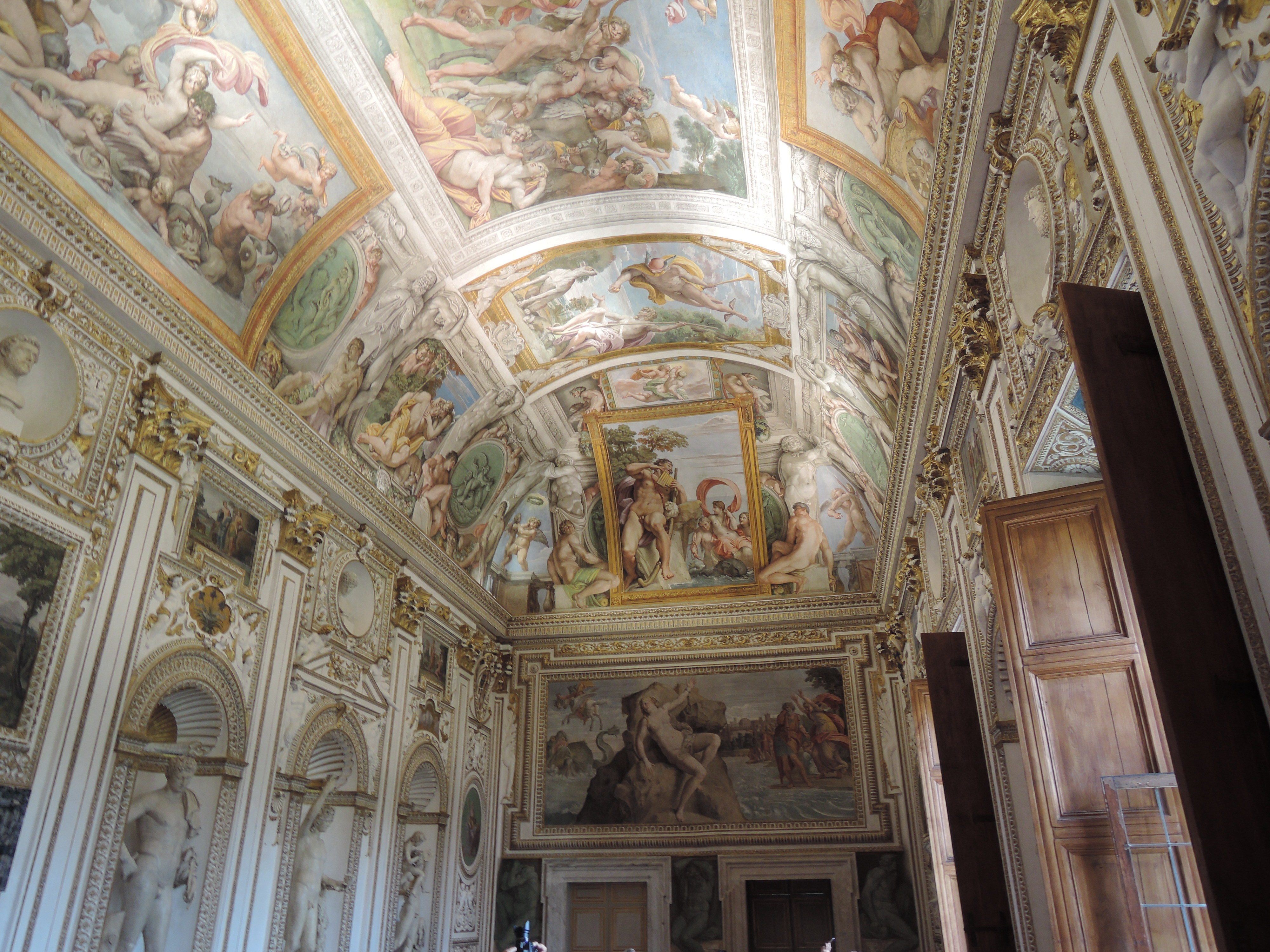
Галерея Фарнезе. Росписи А. Карраччи. 1595—1603
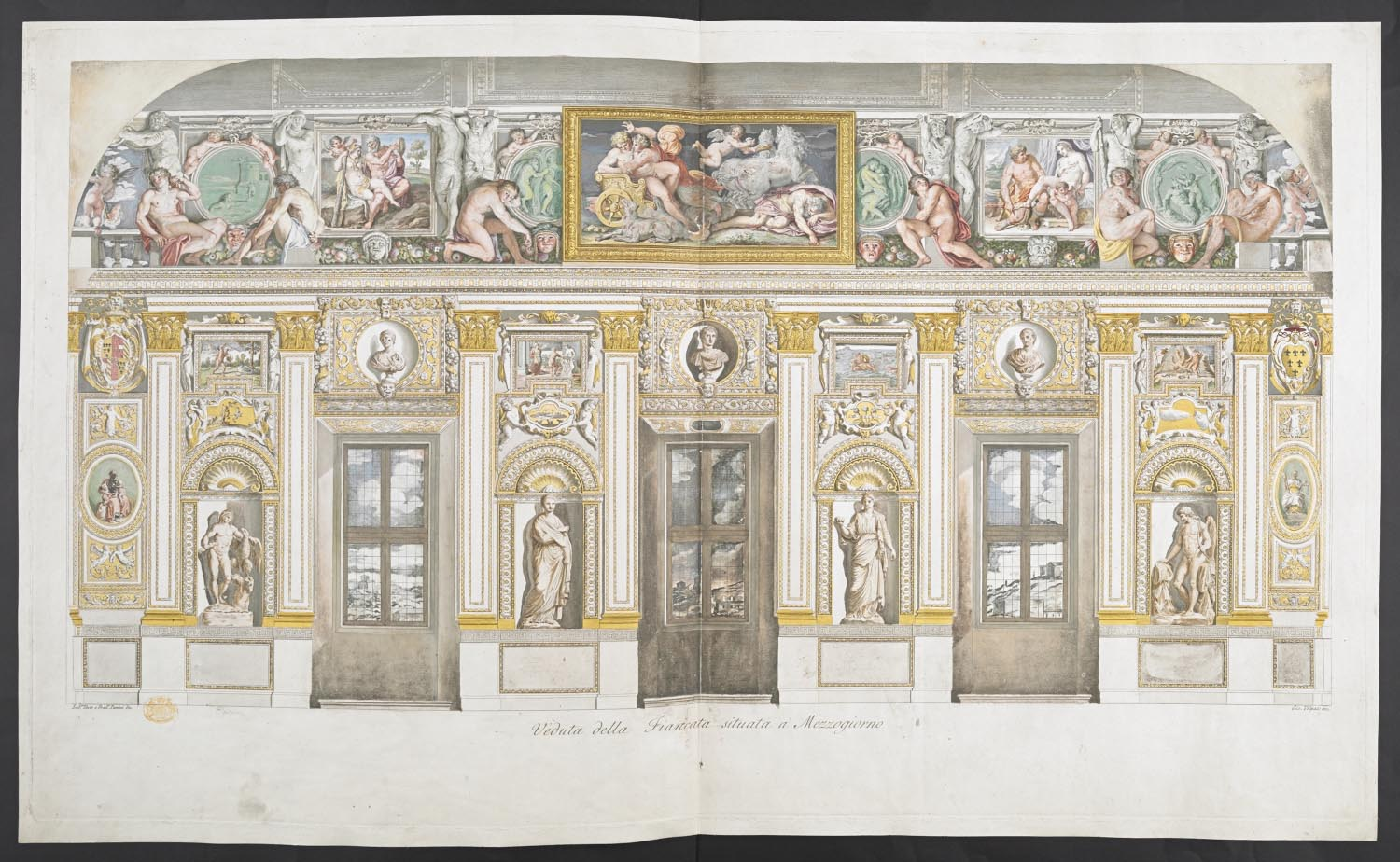
Дж. Вольпато. Стена Галереи Фарнезе. Раскрашенный офорт. Композиция росписей Аннибале Карраччи
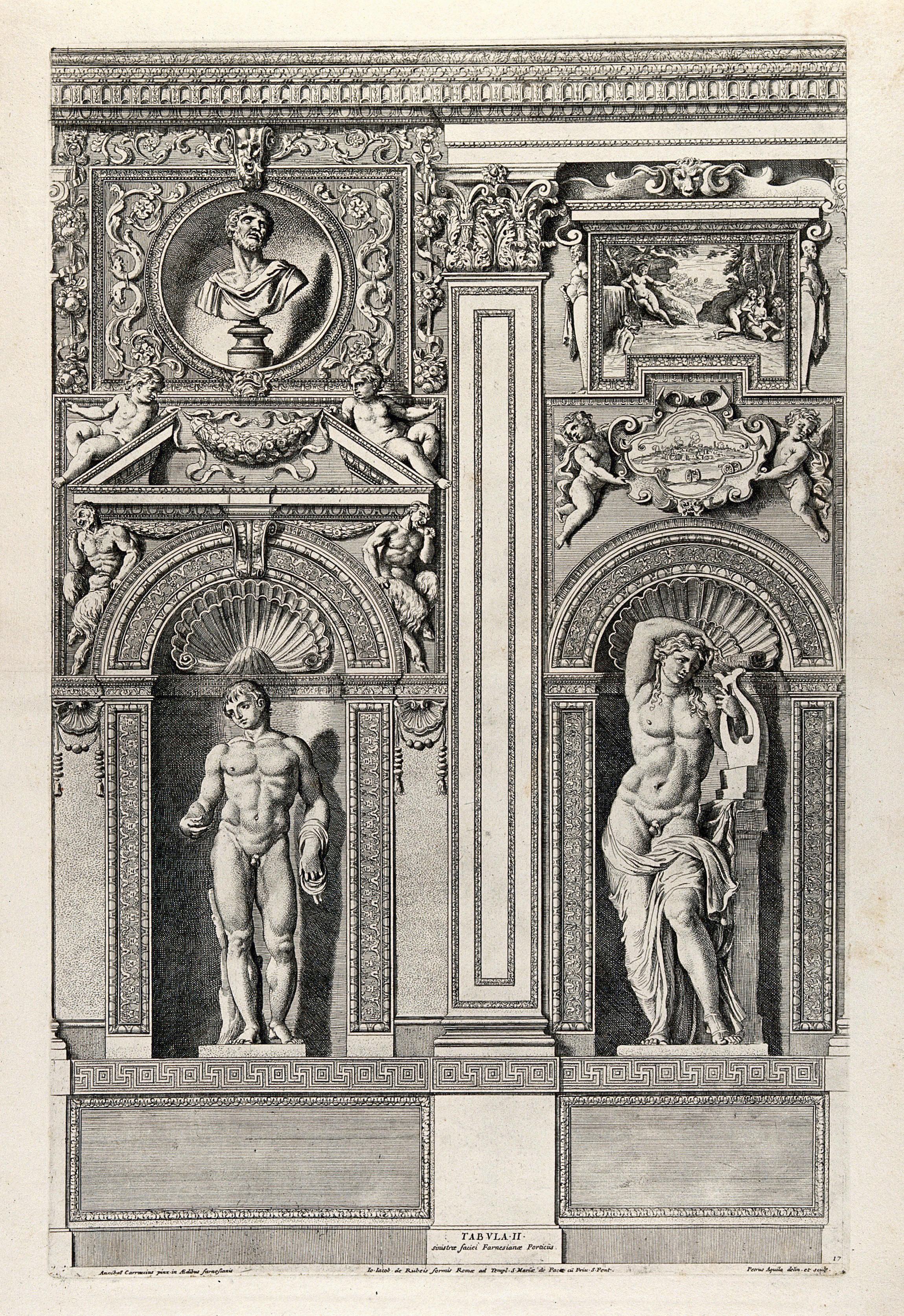
Деталь стены. Офорт
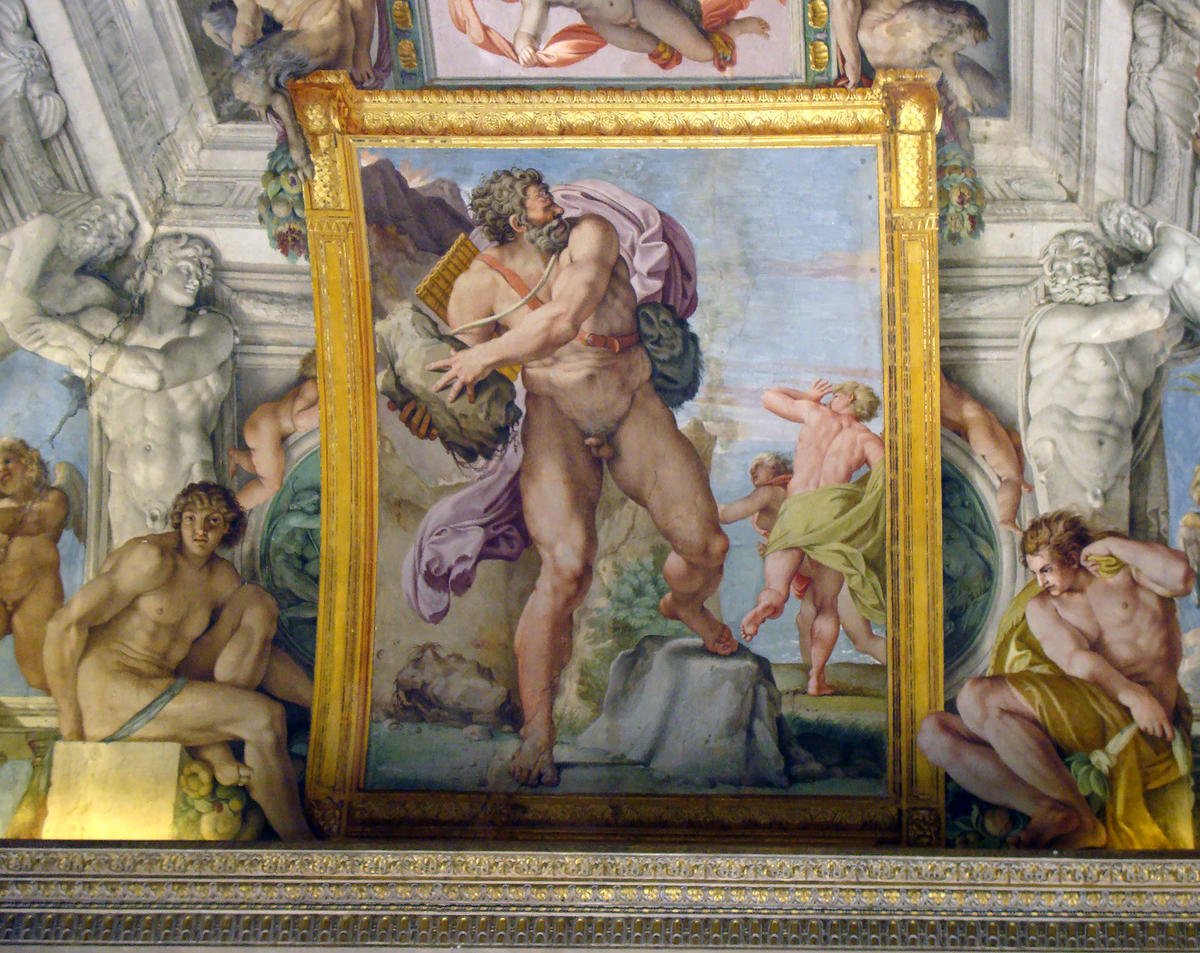
А. Карраччи. Полифем, бросающий камни в Ациса и Галатею
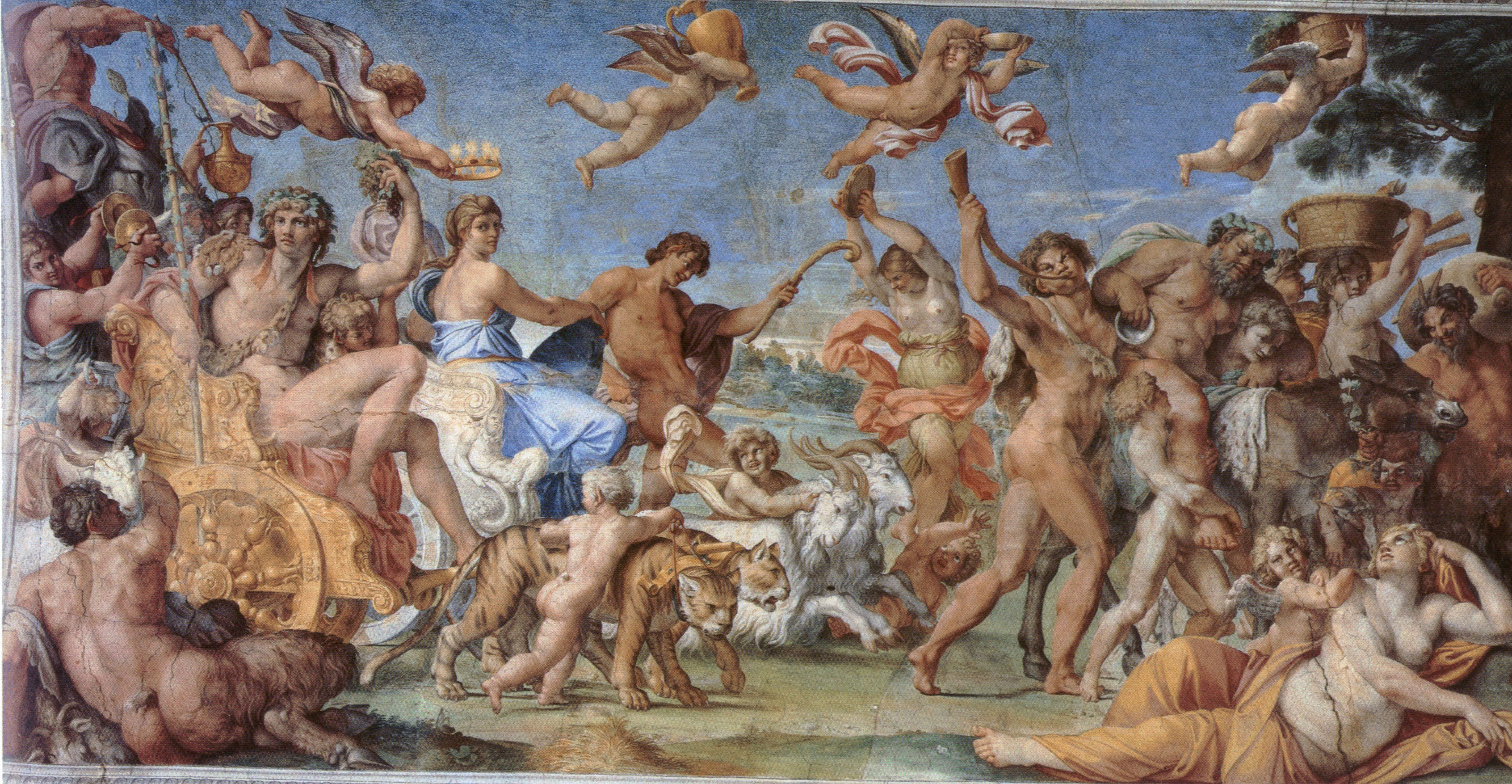
А. Карраччи. Триумф Бахуса и Ариадны. Центральная часть плафона. 1597
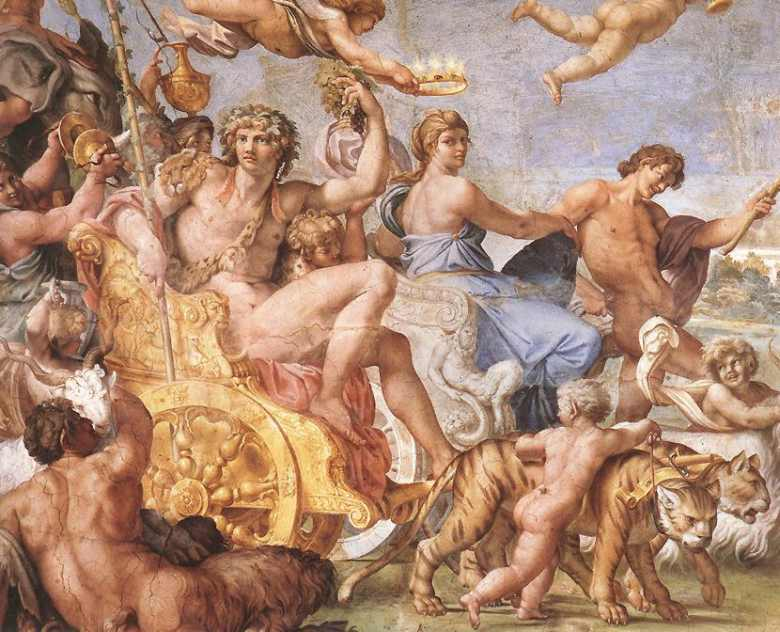
Деталь
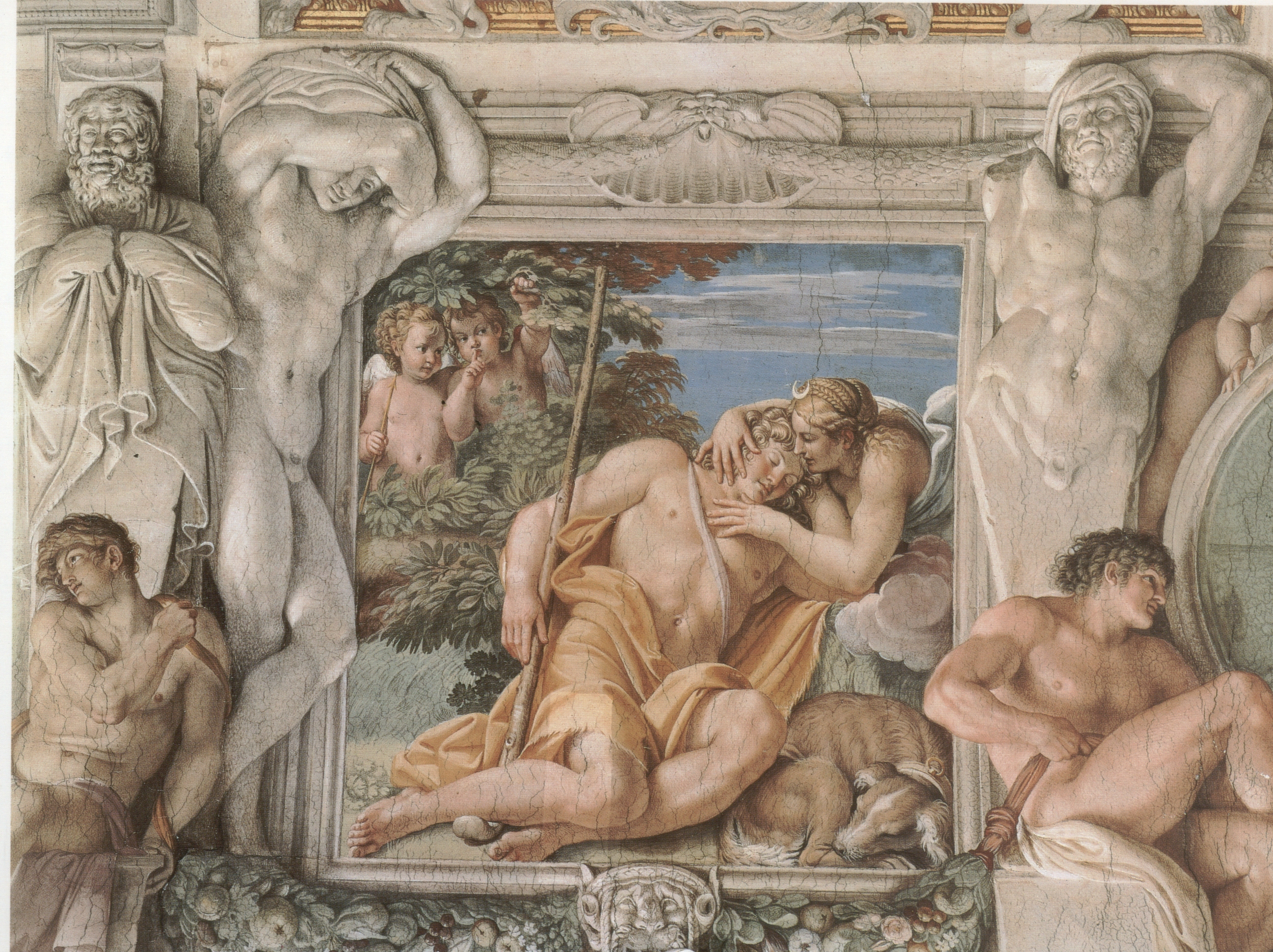
А. Карраччи. Диана и Эндимион. 1597
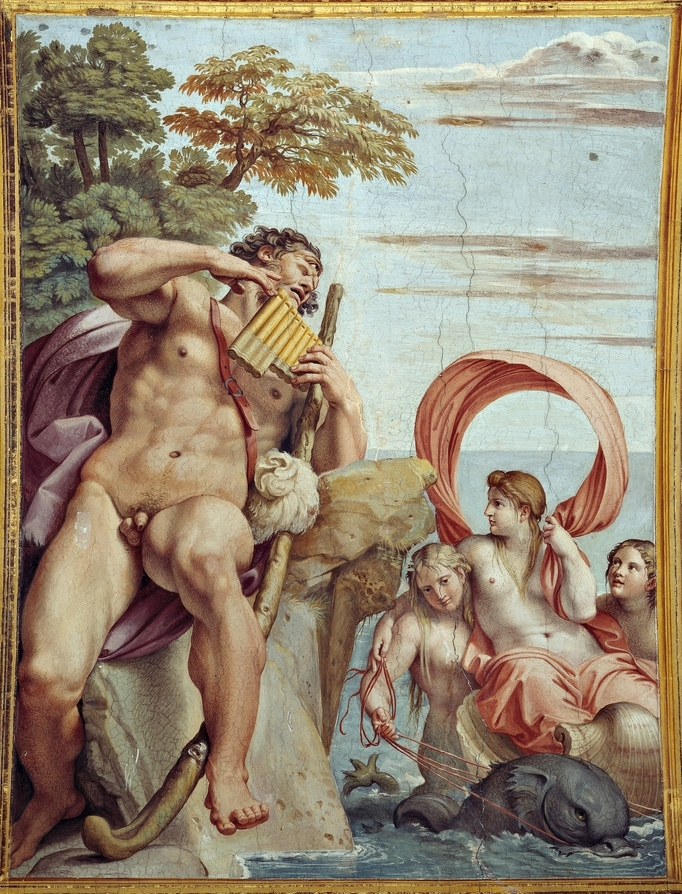
А. Карраччи. Полифем и Галатея. 1605
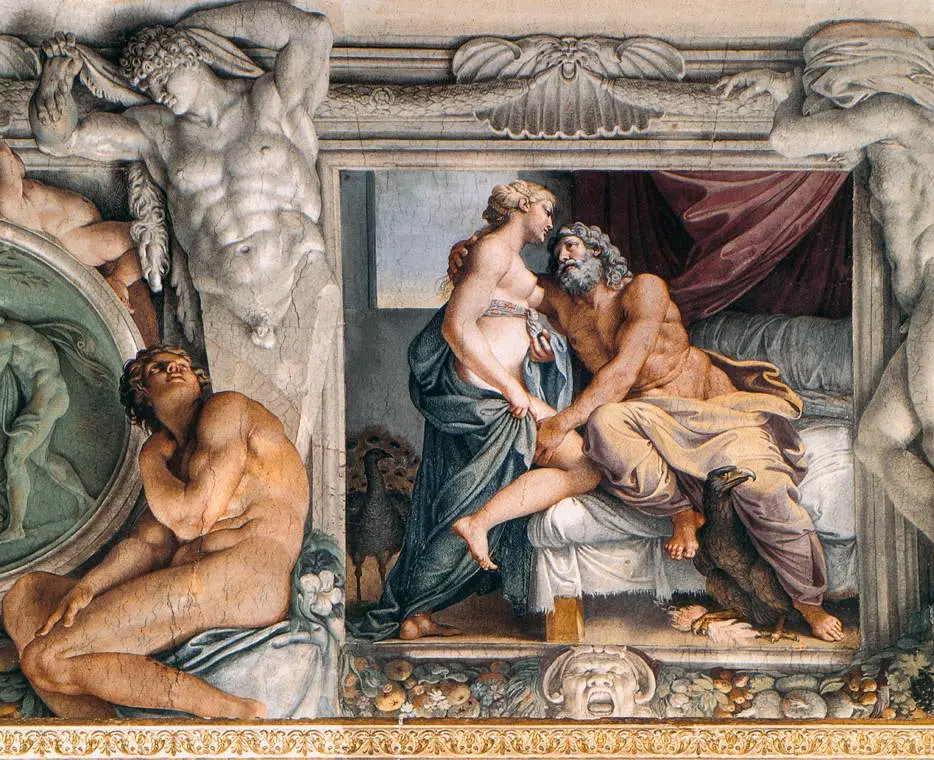
А. Карраччи. Юпитер и Юнона. 1602
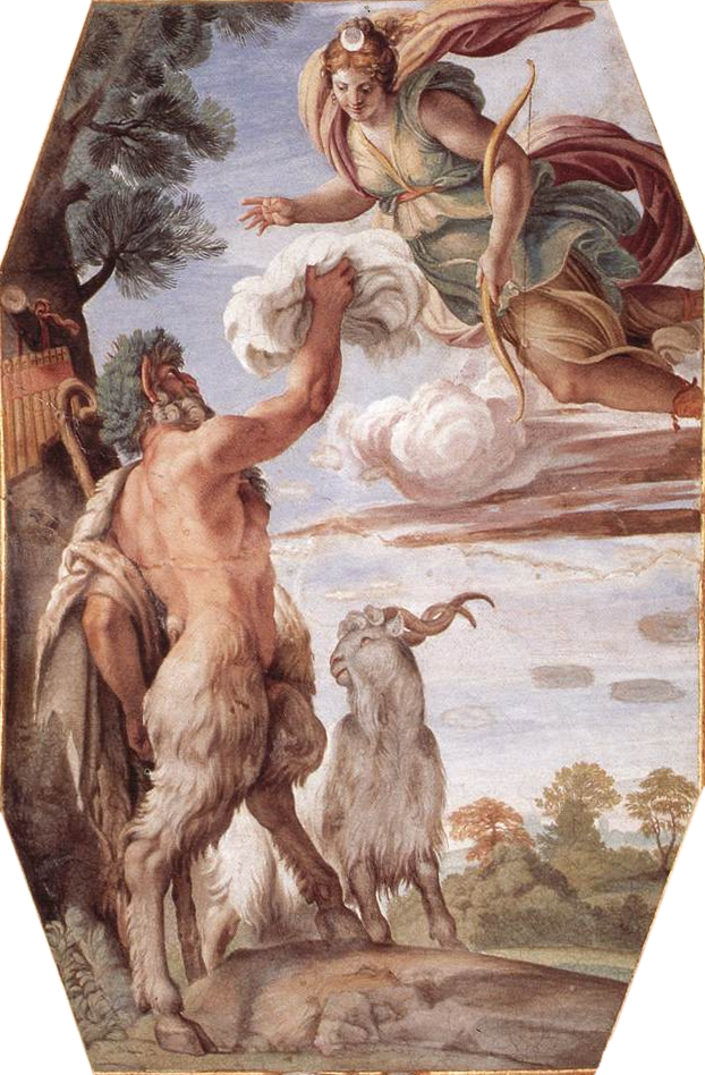
А. Карраччи. Посвящение Диане
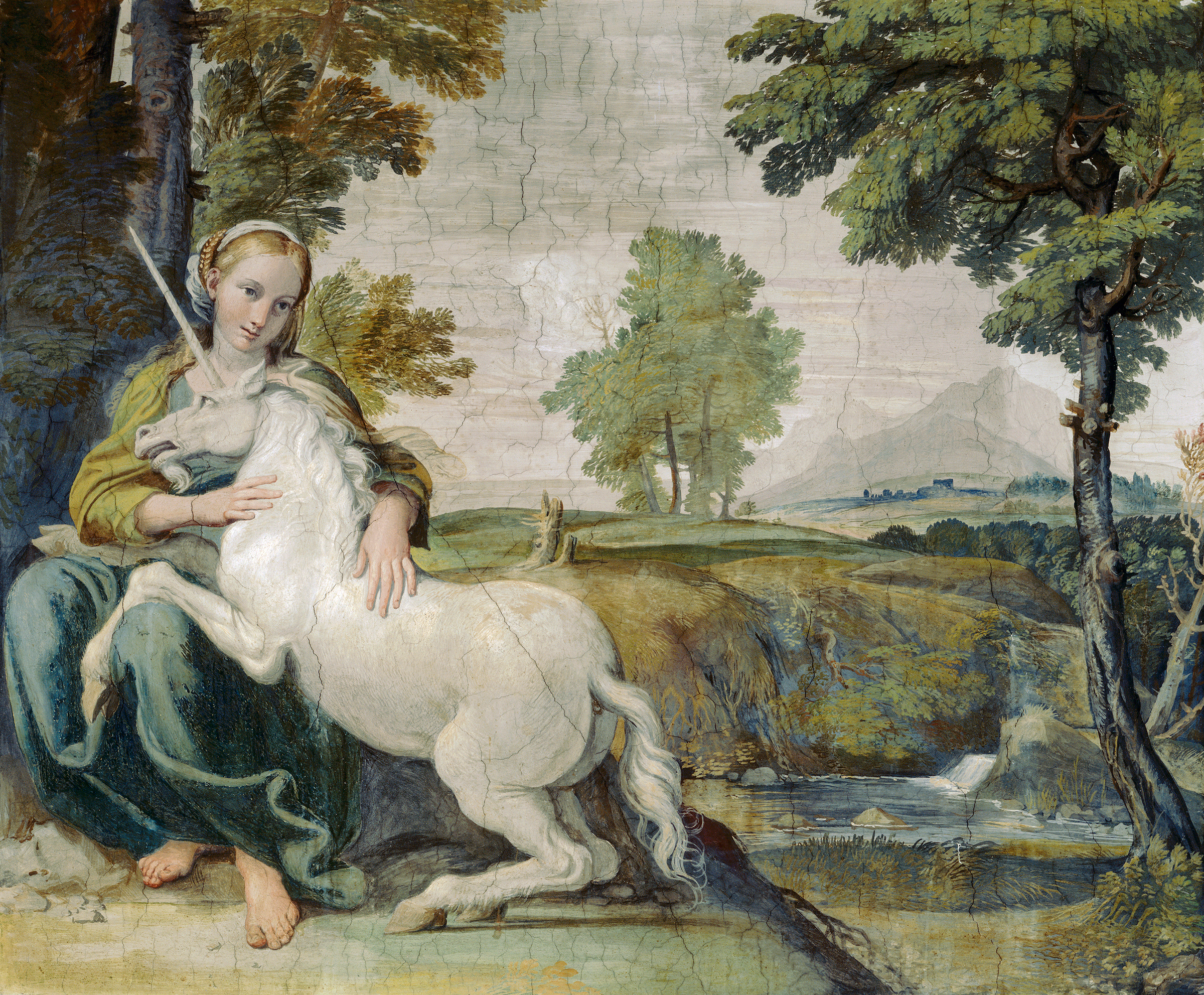
Доменикино. Дева (Джулия Фарнезе) с единорогом. Ок. 1602
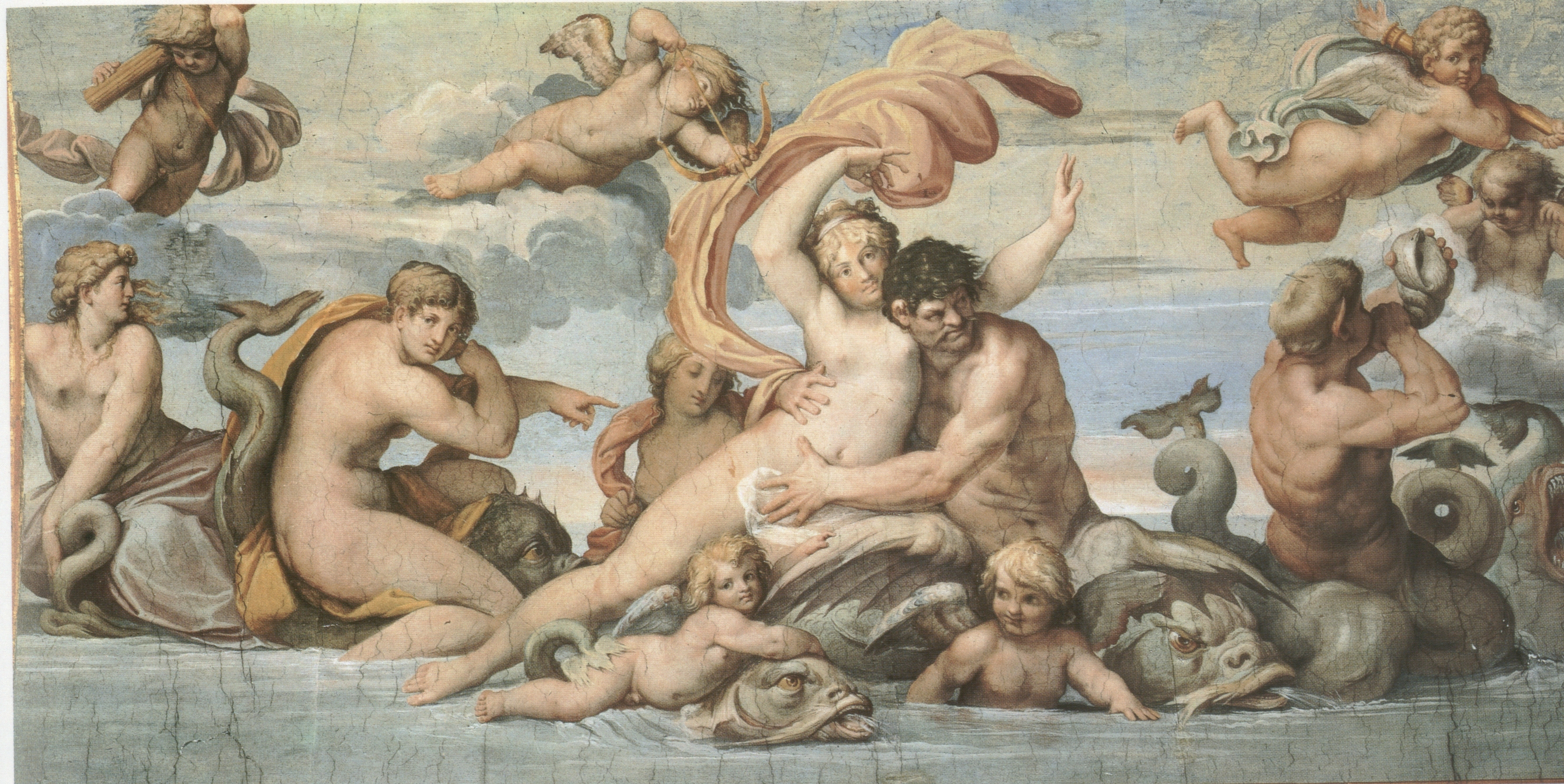
А. Карраччи. Главк и Скилла. 1597
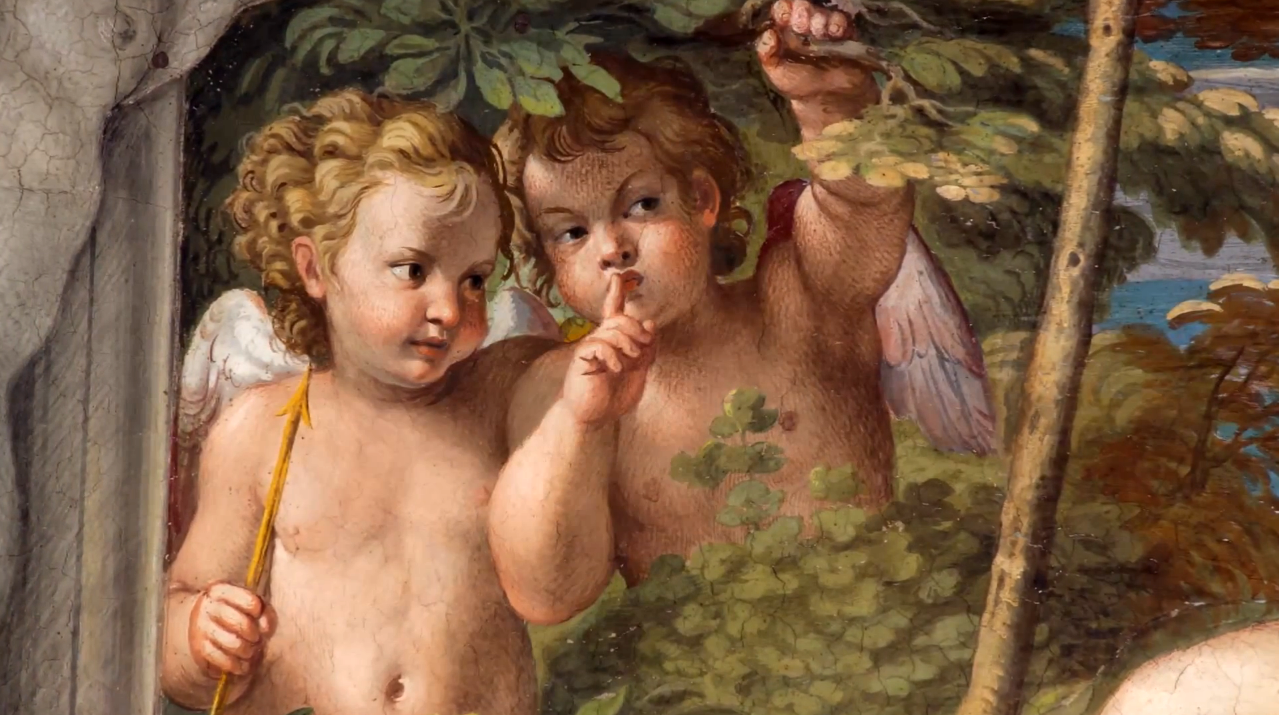
A. Карраччи. Деталь росписи